# Luxemburgischer Handballpokal
Der luxemburgische Handballpokal ist der nationale Pokalwettbewerb für Handball-Vereinsmannschaften der Herren und Damen. Er wird von der Fédération Luxembourgeoise de Handball (FLH) organisiert und seit 1949 bei den Herren sowie seit 1975 bei den Damen ausgetragen.

## Liste der Pokalsieger

### Herren
| - 1949: HC La Fraternelle Esch - 1950: HB Eschois Fola - 1951: HB Eschois Fola - 1952: HB Eschois Fola - 1953: HB Eschois Fola - 1954: HB Eschois Fola - 1955: HB Eschois Fola - 1956: HB Dudelange - 1957: HC La Fraternelle Esch - 1958: HB Dudelange - 1959: HB Dudelange - 1960: HB Eschois Fola - 1961: HB Eschois Fola - 1962: HB Dudelange - 1963: HB Eschois Fola - 1964: HB Dudelange - 1965: HB Eschois Fola - 1966: HB Dudelange - 1967: HB Dudelange | - 1968: HB Dudelange - 1969: HB Dudelange - 1970: HB Dudelange - 1971: HB Eschois Fola - 1972: HB Dudelange - 1973: HB Dudelange - 1974: HB Eschois Fola - 1975: HB Eschois Fola - 1976: Red Boys Differdange - 1977: HB Dudelange - 1978: HB Eschois Fola - 1979: HB Dudelange - 1980: HC Berchem - 1981: HB Dudelange - 1982: HB Eschois Fola - 1983: HC Berchem - 1984: HB Eschois Fola - 1985: HB Dudelange - 1986: HB Dudelange | - 1987: HB Péiteng - 1988: HB Dudelange - 1989: Red Boys Differdange - 1990: CHEV Diekirch - 1991: HB Dudelange - 1992: HB Echternach - 1993: HC La Fraternelle Esch - 1994: HC Berchem - 1995: HC La Fraternelle Esch - 1996: HC La Fraternelle Esch - 1997: HC Berchem - 1998: HC La Fraternelle Esch - 1999: HB Dudelange - 2000: HC La Fraternelle Esch - 2001: HC La Fraternelle Esch - 2002: HB Esch - 2003: HC Berchem - 2004: HBC Bascharage - 2005: HC Berchem | - 2006: HB Esch - 2007: HC Berchem - 2008: HBC Bascharage - 2009: HC Berchem - 2010: HC Berchem - 2011: HB Esch - 2012: HB Esch - 2013: HB Dudelange - 2014: HB Esch - 2015: HB Käerjeng - 2016: HB Käerjeng - 2017: HB Esch - 2018: HC Berchem - 2019: HB Esch - 2020: HB Esch Quelle: FLH |

### Damen
| - 1975: HB Dudelange - 1976: HBC Bascharage - 1977: HB Dudelange - 1978: HC Standard - 1979: HC Standard - 1980: HC Standard - 1981: HBC Bascharage - 1982: HB Dudelange - 1983: HB Dudelange - 1984: HBC Bascharage - 1985: HBC Bascharage - 1986: Espérance Rumelange | - 1987: HB Dudelange - 1988: Espérance Rumelange - 1989: Espérance Rumelange - 1980: HB Dudelange - 1991: HC Berchem - 1992: HC Berchem - 1993: Espérance Rumelange - 1994: HBC Bascharage - 1995: HBC Bascharage - 1996: HBC Bascharage - 1997: HBC Bascharage - 1998: HB Dudelange | - 1999: HBC Bascharage - 2000: HBC Bascharage - 2001: HBC Bascharage - 2002: HBC Bascharage - 2003: HBC Bascharage - 2004: HBC Bascharage - 2005: HBC Bascharage - 2006: HBC Bascharage - 2007: HBC Bascharage - 2008: HBC Bascharage - 2009: HBC Bascharage - 2010: HB Dudelange | - 2011: CHEV Diekirch - 2012: CHEV Diekirch - 2013: HB Dudelange - 2014: HB Dudelange - 2015: HB Dudelange - 2016: HB Dudelange - 2017: HB Museldall - 2018: HB Dudelange - 2019: HB Käerjeng - 2020: CHEV Diekirch Quelle: FLH |